# 28 дней
«28 дней» (англ. 28 Days) — драма режиссёра Бетти Томас, с Сандрой Буллок в главной роли.

## Сюжет
Журналистка Гвен Каммингс вместе со своим парнем Джаспером ведёт разгульный образ жизни. Она становится причиной автомобильной аварии из-за управления машиной в нетрезвом виде в день замужества сестры. Судья даёт Гвен выбор между тюрьмой или принудительным лечением в реабилитационном центре. Она выбирает последнее, что кажется меньшим злом, надеясь и дальше предаваться своей пагубной страсти. В центре Гвен активно сопротивляется участию в любой из предлагаемых программ лечения, в сеансах групповой терапии, отказываясь признавать, что является алкоголичкой. После знакомства с некоторыми другими пациентами Гвен постепенно начинает пересматривать свою жизнь и видит, что фактически у неё серьёзная проблема. Она живёт в одной комнате с лечащейся Андреа, 17-летней героиновой наркоманкой, наносящей себе телесные повреждения. 
Новые знакомства и близкая дружба с романтическим оттенком с бывшим спортсменом Эдди Буном помогают вновь обрести вкус жизни. Все остальные пациенты помогают ей увидеть себя в ином свете, она пытается измениться и признать свою болезнь. Вместе с другими пациентами Гвен устраивает постановку по мотивам любимой мыльной оперы постояльцев центра — «Санта Круз».
Джаспер во время их встречи делает предложение Гвен, но она отказывается. В один из последних дней пребывания Гвен в центре Андреа кончает жизнь самоубийством. Гвен выписывается из центра и встречается с Джаспером. Тот предлагает ей очередную гулянку. Однако Гвен чувствует уверенность в себе и разрывает с ним отношения.

## В ролях
| Актёр               | Роль                       |
| ------------------- | -------------------------- |
| Сандра Буллок       | Гвен Каммингс              |
| Вигго Мортенсен     | Эдди Бун                   |
| Доминик Уэст        | Джаспер                    |
| Элизабет Перкинс    | Лили Каммингс              |
| Азура Скай          | Андреа                     |
| Стив Бушеми         | Корнелл Шоу                |
| Алан Тьюдик         | Герхард                    |
| Майк О`Мэлли        | Оливер                     |
| Мэрианн Жан-Батист  | Рошанда                    |
| Рени Сантони        | Дэниель                    |
| Дайан Лэдд          | Бобби Джен                 |
| Марго Мартиндейл    | Бетти                      |
| Сьюзан Кребс        | Эвелин                     |
| Лоудон Уэйнрайт III | парень с гитарой           |
| Кэти Шарф           | молодая Гвен               |
| Мередит Дин         | молодая Лили               |
| Элизабет Руссо      | миссис Каммингс            |
| Кэти Пэйн           | тётя Хелен                 |
| Лиза Саттон         | доктор Ставрос             |
| Джоан Пэнкоу        | продавщица / ночной техник |
| Корина Рейли        | Ванесса                    |

## Музыка
Певец и автор песен Loudon Wainwright III, сыгравший одного из пациентов центра, дополнил саундтрек четырьмя песнями.